# BMW 7 Серії (G70)
BMW G70/G71 — сьоме покоління моделі автомобілів BMW 7-Серії. Дебют моделі відбувся 20 квітня 2022 року. Попередник BMW G11/G12, який випускався з 2015 по 2022 рік.

## Опис

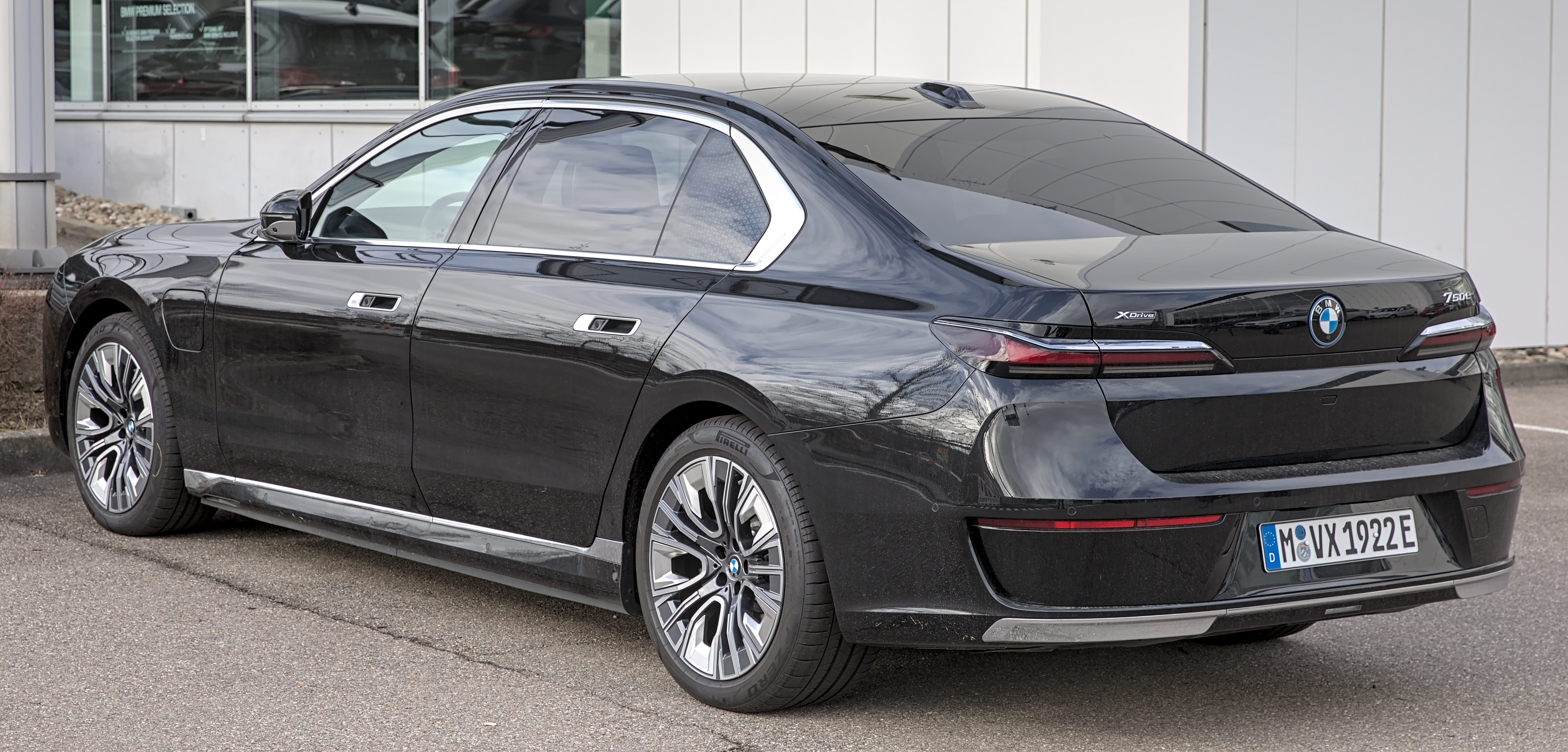
BMW 750e (G70)

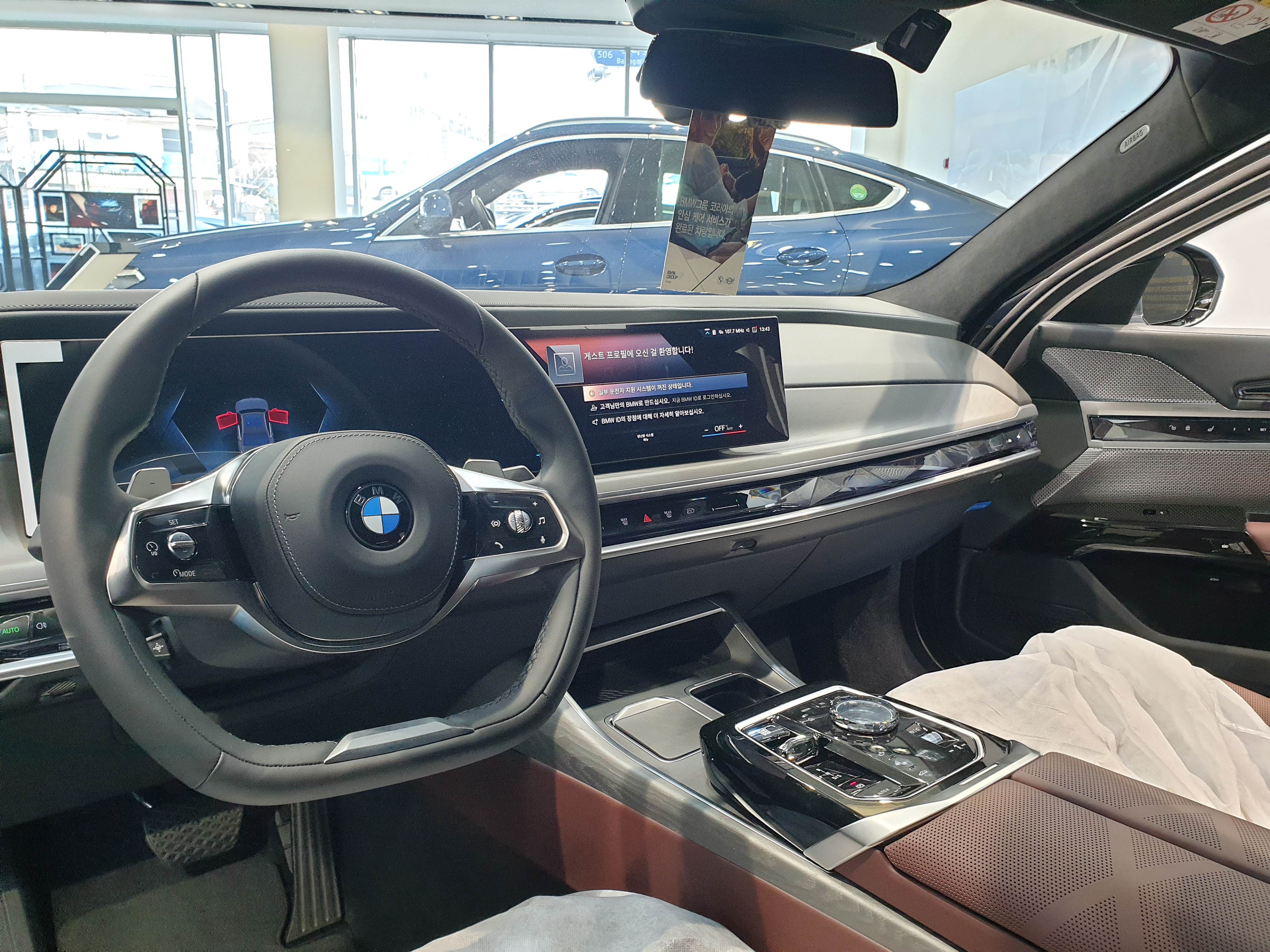

Новий BMW 7-серії G70, як і раніше, базується на модульній платформі CLAR з передньою підвіскою на подвійних поперечних важелях і задньою п'ятиважільною.
Седан отримав спортивну пневмопідвіску, повнокероване шасі з кутом повороту задніх коліс до 3,5°, потужні гальма, автопілот 3-го рівня та доводчики дверей.
У салоні розміщений розкладний 32-дюймовий монітор BMW Theatre Screen для задніх пасажирів, а на передній панелі встановлено вигнутий дисплей віртуальної панелі приладів та мультимедіа. Крім того, седан отримав панорамний дах із діодним підсвічуванням.
Технологія Ambient Light дозволяє налаштувати колір та інтенсивність підсвітки салону 7-серії. 
З 2025 року панорамний скляний дах BMW Sky Lounge з кольоровим LED-підсвічуванням став стандартним для 7-серії. 
У моделі є електричний варіант BMW i7. В дизайні використовуватися нові «горизонтально розділені фари», які представлені на новому X7, також запущеному в квітні 2022 року.

## Двигуни
- BMW 735i 3.0 B58 turbo І6 286 к.с. 425 Нм
- BMW 740i 3.0 B58 turbo І6 381 к.с. 540 Нм
- BMW 750e xDrive 3.0 B58 turbo І6 PHEV 489 к.с. 700 Нм (з 2023)
- BMW 760i xDrive 4.4 S68 twin-turbo V8 544 к.с. 750 Нм
- BMW M760e xDrive 3.0 B58 turbo І6 PHEV 571 к.с. 800 Нм (з 2023)
- BMW 740d xDrive 3.0 B57 turbo I6 299 к.с. (з 2023)